# بازدارنده‌های دی‌پپتیدیل پپتیداز-۴
بازدارنده‌های دی‌پپتیدیل پپتیداز-۴ (انگلیسی: Dipeptidyl peptidase-4 inhibitor) یا گلیپتین‌ها دسته‌ای از داروهای کاهنده قند خون خوراکی هستند که آنزیم دی پپتیدیل پپتیداز-۴ (DPP-4) را مهار می‌کنند. از داروها در درمان دیابت نوع ۲ استفاده می‌شود.

شیوه عمل داروهای بازدارنده DPP-4

## داروها
نخستین داروی این دسته سیتاگلیپتین بود که در سال ۲۰۰۶ میلادی توسط FDA تأیید شد.
سایر داروهای این دسته عبارتند از:
- آلوگلیپتین (Vipdomet: ترکیب با متفورمین)
- آناگلیپتین
- گوسوگلیپتین
- رتاگلیپتین
- لیناگلیپتین (نام تجاری: Trajenta)
- اوماری‌گلیپتین
- اووگلیپتین
- ساکساگلیپتین (نام تجاری: Onglyza، ترکیبی با متفورمین: Komboglyce)
- تنلی‌گلیپتین
- ترلاگلیپتین
- گمی‌گلیپتین
- ویلداگلیپتین (نام‌های تجاری: Galvus و Jalra و همچنین Eucreas و Icandra ترکیبی با متفورمین).
- پروسوگلیپتین
- فوتاگلیپتین
- کوفروگلیپتین

## مکانیسم عمل
گلوکاگون سطح گلوکز خون را افزایش می‌دهد و مهارکننده‌های DPP-4 سطح گلوکاگون و گلوکز خون را کاهش می‌دهند. مکانیسم مهارکننده‌های DPP-4 شامل افزایش سطح اینکرتین (GLP-1 و GIP) است که باعث مهار آزاد شدن گلوکاگون می‌شود که به نوبه خود باعث افزایش ترشح انسولین، کاهش تخلیه معده و کاهش سطح گلوکز خون می‌شود.

## عوارض جانبی
در افرادی که همزمان داروهای سولفونیل‌اوره (مانند گلی‌بن کلامید مصرف می‌کنند، هنگام مصرف دارویی در کلاس دارویی DPP-4، خطر کاهش قند خون افزایش می‌یابد.
عوارض جانبی کلی این دسته دارویی شامل نازوفارنژیت، سردرد، حالت تهوع، نارسایی قلبی، حساسیت مفرط و واکنش‌های پوستی است.
سازمان غذا و داروی ایالات متحده (FDA) هشدار می دهد که داروهای دیابت نوع ۲ مانند سیتاگلیپتین، ساکساگلیپتین، لیناگلیپتین و آلوگلیپتین ممکن است باعث درد مفاصل شوند که می‌تواند شدید و ناتوان کننده باشد. FDA هشدار و احتیاط جدیدی را در مورد این خطر به برچسب تمام داروهای این دسته دارویی افزوده است که مهارکننده‌های دی‌پپتیدیل پپتیداز-۴ (DPP-4) نام دارد. با این حال، مطالعاتی که خطر ابتلا به آرتریت روماتوئید را در میان مصرف کنندگان مهارکننده DPP-4 ارزیابی می‌کنند، بی‌نتیجه بوده است.
یک بررسی در سال ۲۰۱۴ میلادی نشان داد که خطر نارسایی قلبی با ساکساگلیپتین و آلوگلیپتین افزایش می‌یابد که باعث شد FDA در سال ۲۰۱۶ میلادی هشدارهایی را به برچسب‌های دارویی مربوطه اضافه کند.
یک متاآنالیز در سال ۲۰۱۸ میلادی نشان داد که استفاده از مهارکننده‌های DPP-4 با افزایش ۵۸ درصدی خطر ابتلا به پانکراتیت حاد در مقایسه با دارونما یا عدم درمان همراه بود.
یک مطالعه مشاهده‌ای در سال ۲۰۱۸ میلادی نشان داد که خطر ابتلا به بیماری التهابی روده (به ویژه کولیت اولسراتیو) افزایش می‌یابد که پس از سه تا چهار سال استفاده به اوج خود می‌رسد و پس از بیش از چهار سال استفاده کاهش می‌یابد.

## داروهای ترکیبی
برخی از داروهای مهارکننده DPP-4 تأییدیه FDA را دریافت کرده‌اند تا با متفورمین به طور همزمان با اثر افزایشی برای افزایش سطح پپتید ۱ شبه گلوکاگون (GLP-1) که تولید گلوکز کبدی را کاهش می‌دهد، استفاده شوند.

## خوانش بیش‌تر
- Richard Daikeler, Götz Use, Sylke Waibel: Diabetes. Evidenzbasierte Diagnosik und Therapie. 10. Auflage. Kitteltaschenbuch, Sinsheim 2015, ISBN 978-3-00-050903-2, S. 158–160.